# Моис Касорла
Моис (Моисей, Моиш) Касорла (на френски: Moïse Cassorla) е френски равин, главен равин на Тулуза и равин на Париж, участник във френската съпротива в годините на Втората световна война.

## Биография
Роден е на 12 август 1913 година в Битоля, тогава в Кралство Сърбия, в семейство с девет деца, от които оцелява само той. В 1936 година започва да учи в Израелската семинария на Франция в Париж. Става равин и е назначен от Консисторията в Париж за главен сефарадски равин на Тулуза. Касорла подпомага чуждестранните евреи, настанени в лагерите в Сен Сиприен, Гюрс и Ле Верне. На 25 юни 1942 година се жени за полската еврейка Фани Райхер. Касорла успява да предотврати изпращането на родителите на жена си в концентрационен лагер, но не и това на семейството на брат ѝ. Касорла работи с тулузкия архиепископ Жул-Журо Салеж по защитата и укриването на евреи. Всяка седмица Касорла праща на архиепископа доклад за състоянието на евреите в района. Също така той поддържа контакти и с другите католически свещеници в района. Преследван от френската полиция, Касорла с открит лист от Салеж бяга с жена си и тъстовете си в Ница, тогава под италиански контрол, където му се ражда син. По-късно семейството се укрива в планински манастир и в село Сен Жулия, където им се ражда дъщеря.
След войната Касорла е директор на дом за деца бежанци в Булон сюр Сен, а по-късно е назначен за главен равин на сефарадската синагога в Париж.
По-късно равин Касора заминава за Израел.